# Olp (villaggio)

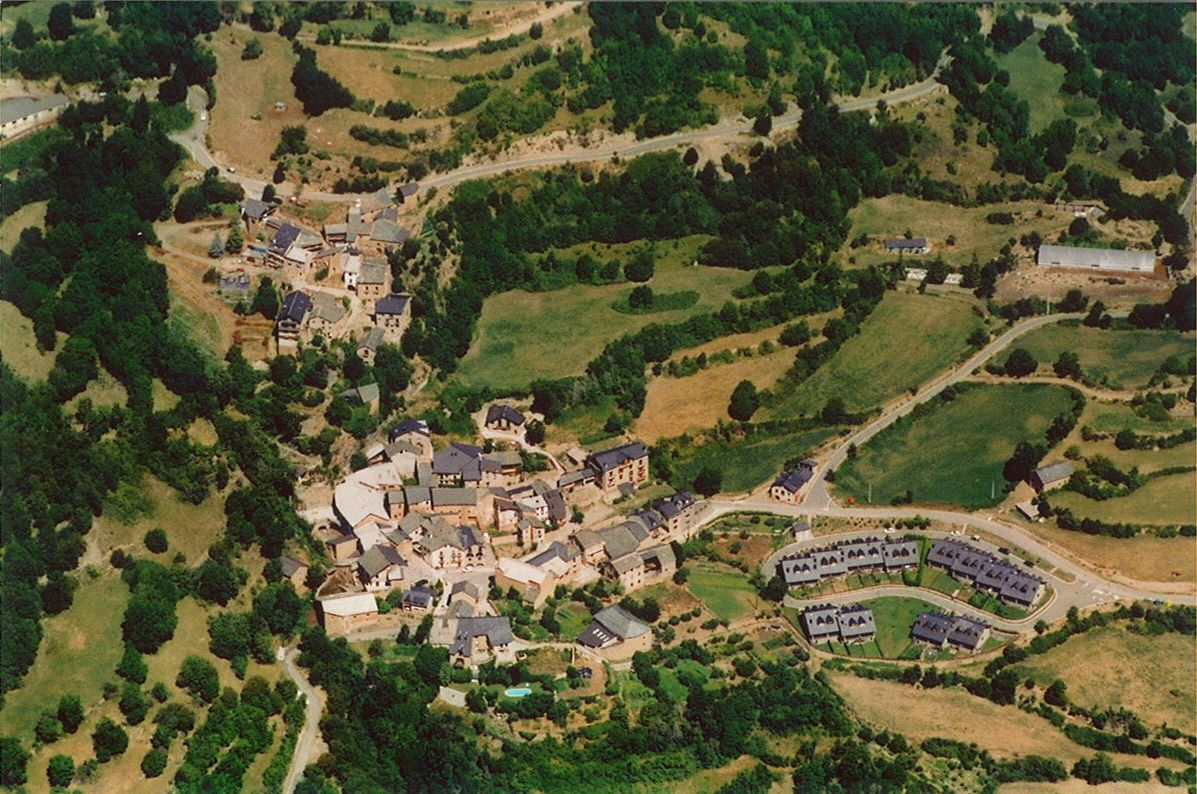
Foto aerea di Olp.

Olp è un villaggio all'interno del comune di Sort, Pallars Sobirà, Catalogna, Spagna.
Questo villaggio ha avuto solo 46 abitanti nel 2006. Si trova nei Pirenei, ad un'altitudine tra 1.000 e 1.150 m.